# Добродицкий, Николай Иванович
Николай Иванович Добродицкий (1899 г., Волотово, Курская губерния — 1939 г., Москва, Донской крематорий) — руководящий сотрудник ГПУ-НКВД УкрССР, заместитель начальника Особого отдела ГУГБ НКВД СССР, старший майор государственной безопасности (1935). Расстрелян в 1939 году, реабилитирован посмертно.

## Карьера
Родился в русской православной семье в Курской губернии. Сын священника Ивана, родной брат священника Сергея Ивановича Добродицкого (Добродецкого). В 1913 году закончил по 1-му разряду Обоянское духовное училище и признан достойным перевода в первый класс духовной семинарии. Ушел из семинарии после смерти отца. Проходил военную службу на Северном флоте. Член РСДРП(б) С 1917 года.
С 10.1917 года секретарь Курского месткома РСДРП(б). С 1918 года секретарь Курского губкома РКП(б).
В органах ВЧК-ГПУ-НКВД с 1918 года : член коллегии Короченской уездной ВЧК; с 06.1919 года служащий особого отдела ВЧК 13-й армии, затем начальник активной части ОО ВЧК 13-й армии, особоуполномоченный при РВС 13-й армии, заместитель начальника ОО ВЧК 13-й армии. С 1920 года помощник начальника отдел-я ЦУПЧРЕЗКОМа-ВЧК; с 1921 года начальник 2-го отдел-я Секретно-оперативной части ВЧК. С марта 1922 года начальник 2-го отдел-я СОЧ ГПУ УкрССР, начальник отделения по борьбе с бандитизмом Охраны границы ГПУ УкрССР, помощник начальника окр.отдела ГПУ УкрССР, и.о. начальника окр.отдела ГПУ УкрССР, начальник особого отдела Мариупольского района по борьбе с частями Н. И. Махно. С 1923 года заместитель начальника Харьковского губотдела ГПУ и начальник СОЧ Харьковского губотдела ГПУ. В 1924 - 09.1930 года начальник Контрразведывательного отдела ГПУ УкрССР. В 09.1930 - 1931 годах заместитель начальника Особого отдела ГПУ УКрССР; в 1931 - 09.1933 года начальник ОО ГПУ УкрССР. В сентябре 1932 года отозван в распоряжение ОГПУ СССР. В 1932-1934 годах заместитель полпреда ОГПУ по Северо-Кавказскому краю, затем помощник начальника ОО ОГПУ СССР; с 10.07.1934 года начальник 1-го отдел-я и помощник начальника ОО ГУГБ НКВД СССР; с 16.05.1935 г. по 16.12.1936 г. заместитель начальника ОО ГУГБ НКВД СССР.
С 16.12.1936 года заместитель начальника Управления НКВД по Ивановской области. С июля 1937 г. в резерве НКВД СССР.
С 03.10.1937 года начальник 3-го отдела Карагандинского ИТЛ НКВД.
О нём в своих «Записках чекиста» вспоминает Михаил Павлович Шрейдер.
Арестован 29 сентября 1938 года. Внесен в список Л.Берии-А.Вышинского от 15 февраля 1939 года по 1-й категории. Осуждён к ВМН 22 февраля 1939 года Военной коллегией Верховного суда СССР по обвинению в "участии в контр-революционной террористической организации в органах НКВД". Расстрелян в ночь на 23 февраля 1939 года вместе с группой руководящих сотрудников НКВД СССР ( в т.ч. коллегами по ОО НКВД и НКВД УкрССР В. С. Агасом, Н. Д. Шаровым, П. П. Киселевым, М. Д. Яхонтовым-Томицким, А. А. Яралянцем и др.). Место захоронения- могила невостребованных прахов №1 крематория Донского кладбища. Посмертно реабилитирован 4 августа 1956 года Военной коллегией Верховного суда СССР.

### Звания
- старший майор государственной безопасности ( 29.11.1935 )

#### Награды
знак «Почетный работник ВЧК-ОГПУ (V)»
орден Красного Знамени (Постановление ЦИК СССР от 28.12.1927)
орден Трудового Красного Знамени УкрССР (Постановление ЦИК УкрССР от 31.10.1932)
знак «Почетный работник ВЧК-ОГПУ (XV)» (20.12.1932)
орден Красной Звезды (Постановление ЦИК СССР от 16.12.1936)

### Адрес
Карагандинская область, село Долинское.